# Układ sjaloperoksydazy
Układ sjaloperoksydazy (gr. σάλιο lub σίελος, sálio lub síelos, czyli ślina, + peroksydaza) – układ enzymatyczny występujący w ślinie człowieka i mający dla organizmu znaczenie obronne przed patogenami. Jego głównym składnikiem jest sjaloperoksydaza, czyli peroksydaza ślinowa.
Jego działanie polega na utlenianiu, wobec H2O2, tiocyjanianu (SCN−) do bakteriobójczego podcyjanianu w środowisku obojętnym lub do kwasu podcyjanowego w środowisku kwaśnym (przy rozwoju bakterii próchnicotwórczych), które to produkty hamują metabolizm (glikolizę) bakterii.